# Kynofobi

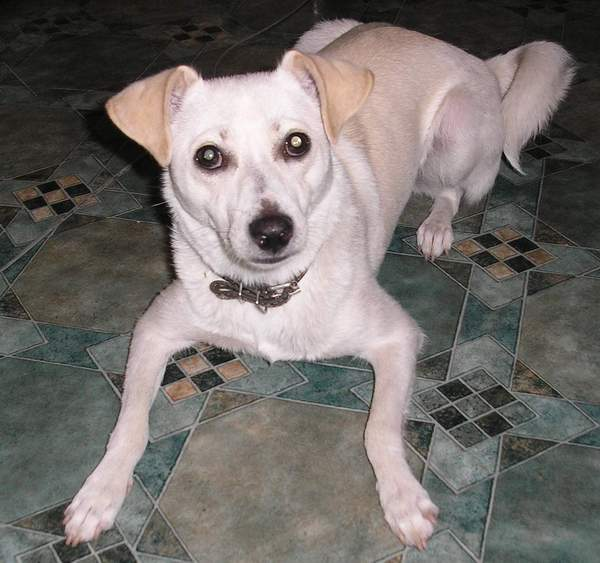
Även en vänlig hund kan uppfattas som skrämmande.

Kynofobi, är allvarlig skräck för hundar. Kynofobi är en så kallad specifik fobi, det vill säga en som riktar sig mot enkla panikutlösare. Vanliga specifika fobier är fobi för spindlar, hissar eller hundar.